# Тенягін Олександр Олександрович
Олександр Олександрович Тенягін (22 серпня 1927, Троцьк, Ленінградська область — 26 березня 2008, Санкт-Петербург) — радянський футболіст, нападник або півзахисник. Майстер спорту. Учасник літніх Олімпійських ігор 1952 року в Гельсінкі.

## Біографія
Футболом почав займатися у школі № 3. У серпні 1941 разом з мамою переїхав до рідні в Ленінград. З березня наступного року працював у військовому шпиталі, а потім був вихованцем 36-го окремого протитанкового батальйону. Нагороджений медаллю «За оборону Ленінграда». Після зняття блокади навчався робітничої професії на заводі «Електросила» і виступав за футбольну команду підприємства.
На початку 1946 року Михайло Окунь запросив до складу «Динамо». Дебютував за команду майстрів у чемпіонаті СРСР 17 липня 1947 року у грі проти московського «Спартака». Того сезону відзначився трьома дублями: у ворота «Динамо» (Мінськ), «Крила Рад» (Москва) і ВПС (Москва). Наступного року клуб очолив Михайло Бутусов, який перевів його у середню лінію. Вдалим виявився сезон-1950: команда завершила чемпіонат на восьмій позиції, а Тенягін провів 33 з 36 матчів і відзначився 6-ма голами. Зокрема, від забивав киянину Анатолію Зубрицькому і армійцю Віктору Чанову. Наступного року був переведений до Москви. Кольори столичного «Динамо» захищав 2,5 сезони.
1952 року збірна СРСР готувалася до дебюту на Олімпійських іграх. Під назвами збірна Москви та ЦБРА команда провела низку неофіційних матчів. В останньому з них Тянягін замінив Валентина Ніколаєва і забив вирішальний гол у ворота чехословаків. Через два тижні грав у першому офіційному матчі команди Радянського Союзу проти збірної Болгарії. Дебют на Олімпіаді в Гельсінкі виявивсґя вдалим, поєдинок завершився перемогою з рахунком 2:1. Його партнерами по лінії нападу й тій грі були Василь Трофімов, Всеволод Бобров, Автанділ Гогоберідзе і Анатолій Ільїн. У наступному раунді радянська команда поступилася югославам, але проти них грав Ніколаєв. Як і більшість гравців того складу більше до лав першої команди країни не запрошувався.
У другій половині 1953 повернувся до рідної команди, але це не врятувало від пониження у класі. На базі «Динамо» була створена профспілкова команда «Трудові резерви», яка у дебютному сезоні посіла четверте місце (найкращий результат серед команд Ленінграду на той час). За цей клуб виступав ще три сезони, а завершив карєру футболіста в «Адміралтійці».
1962 року закінчив школу тренерів при інституті імені Лесгафта. Працював з ленінградськими командами «Скороход», «Жданівець», «Сокіл», СКА і в Комсомольські-на-Амурі. Трудову діяльність завершив на посаді заступника директора автопідприємства, паралельно очолював місцеву футбольну команду.

## Досягнення
- Бронзовий призер чемпіонату СРСР : 1952